# David Kovařík
David Kovařík (* 6. března 1972) je český historik, zaměřující se na české dějiny po roce 1945.

## Život
Vystudoval historii, etnologii a muzeologii na Filozofické fakultě Masarykovy univerzity (2002), kde v roce 2009 získal doktorát v oboru české dějiny. V letech 1994–1996 působil v Okresním muzeu v Jindřichově Hradci, od roku 2003 pracuje v Ústavu pro soudobé dějiny AV ČR.

## Dílo (výběr)
- KOVAŘÍK, David. Proměny českého pohraničí v letech 1958–1960. Demoliční akce v českém pohraničí se zřetelem k vývoji od roku 1945. Brno 2006. ISBN 80-7285-078-4.
- KOVAŘÍK, David – VAVROUCHOVÁ, Hana – PEŘINKOVÁ, Veronika. Zaniklá sídla Moravy a Slezska. Praha 2022. ISBN 978-80-7285-274-1.
- ARBURG, Adrian von – DVOŘÁK, Tomáš – KOVAŘÍK, David a kol.: Německy mluvící obyvatelstvo v Československu po roce 1945. Brno 2010. ISBN 978-80-86488-70-7.